# Damoh
Damoh (hindi: दमोह, urdú: دموہ) és una ciutat de Madhya Pradesh, divisió de Sagar, capital del districte de Damoh. Té una població de 112.160 habitants (cens del 2001, el 1901 eren 13.355). Fou constituïda en municipalitat el 1867.